# Friend (Oregón)
Friend es un despoblado ubicado en el condado de Wasco en el estado estadounidense de Oregón. Friend se encuentra ubicada al oeste de Kingsley. La primera oficina postal construida en Friend fue en 1903, pero actualmente sólo un viejo cementerio, una tienda abandonada y un salón de clases.

## Geografía
Friend se encuentra ubicado en las coordenadas 45°20′48.61″N 121°16′1.52″O / 45.3468361, -121.2670889.